# Консуэлос, Марк
Марк Э́ндрю Консуэ́лос (англ. Mark Andrew Consuelos, род. 30 марта 1971) — американский актёр.

## Ранняя жизнь и образование
Консуэлос родился в Сарагосе, Испания в семье итальянки и мексиканца. У него есть старший брат, доктор по профессии, и старшая сестра — юрист. В детстве он жил в Италии и США. Консуэлос вырос в Ливане, штат Иллинойс и Тампе, штат Флорида. Он окончил школу в Валрико, штат Флорида, а затем поступил в Университет Нотр-Дам, однако позже перевёлся в Южно-Флоридский университет; он получил диплом в сфере маркетинга в 1994 году.

## Личная жизнь
В 1995 году на съёмках мыльной оперы «Все мои дети» Консуэлос познакомился с актрисой Келли Рипа. Они поженились 1 мая 1996 года. У супругов трое детей: Майкл Джозеф Консуэлос (род. 2 июня 1997), Лола Грейс Консуэлос (род. 16 июня 2001) и Хоакин Антонио Консуэлос (род. 24 февраля 2003).
3 октября 2008 года Консуэлос поженил Говарда Стерна и Бет Остроски. Специально для этого он был посвящён в духовный сан.

## Фильмография

### Кино
| Год  | Название на русском        | Название на английском      | Роль               | Примечания |
| ---- | -------------------------- | --------------------------- | ------------------ | ---------- |
| 2002 |                            | The Last Place on Earth     | гость на вечеринке |            |
| 2002 | Гордость и преданность     | Pride & Loyalty             | коп Билл           |            |
| 2005 | Великий рейд               | The Great Raid              | капрал Гутьерес    |            |
| 2006 | Моя супер-бывшая           | My Super Ex-Girlfriend      | Стив Велард        |            |
| 2006 | Женюсь на первой встречной | Wedding Daze                | Морти              |            |
| 2008 | Муж напрокат               | Husband for Hire            | Бо / Нормандо      |            |
| 2008 |                            | For the Love of Grace       | Стив Локвуд        |            |
| 2010 | Двойной КОПец              | Cop Out                     | Мануэль            |            |
| 2014 | Прогулка среди могил       | A Walk Among the Tombstones | Рубен              |            |
| 2016 | Всё, что у нас было        | All We Had                  | Вик                |            |
| 2016 | Девять жизней              | Nine Lives                  | Йен Кокс           |            |
| 2025 | Крик 7                     | Scream 7                    |                    |            |

### Телевидение
| Год        | Название на русском                       | Название на английском            | Роль                         | Примечания |
| ---------- | ----------------------------------------- | --------------------------------- | ---------------------------- | --- |
| 1995—2010  | Все мои дети                              | All My Children                   | Матео Сантос                 | Регулярная роль; 104 эпизода Премия «Дайджест мыльных опер» как лучшему молодому ведущему актёру Премия «Дайджест мыльных опер» как лучшему дебютанту Премия «Дайджест мыльных опер» за лучший экранный роман (с Келли Рипа) Премия ALMA лучшему актёру дневной драмы Номинация—Дневная премия «Эмми» лучшему второстепенному актёру в дневной драме Номинация—Премия ALMA лучшему актёру дневной драмы (1999–2002) |
| 1997       | Дорожные правила                          | Road Rules                        | играет самого себя           | Road Rules on All My Children |
| 1997       |                                           | Connect With English              | Альберто Мендоса             | 8 эпизодов |
| 2001       | Третья смена                              | Third Watch                       | папа                         | Childhood Watch |
| 2001       | Друзья                                    | Friends                           | первый полицейский           | The One with Chandler's Dad |
| 2002       | Американская семья                        | American Family                   | Эдуардо                      | 2 эпизода |
| 2003       | Третья смена                              | Third Watch                       | детектив Рамон Веленсуэла    | Everybody Lies |
| 2003       | Прекрасная девушка                        | Beautiful Girl                    | Адам Лопес                   | ТВ фильм |
| 2004—2006  |                                           | Missing                           | Антонио Кортес               | Регулярная роль; 37 эпизодов Номинация—Премия Imagen лучшему второстепенному актёру на телевидении |
| 2005—2006  | Королева экрана                           | Hope & Faith                      | Гэри Гучарес                 | 10 эпизодов |
| 2007       | Закон и порядок: Преступное намерение     | Law & Order: Criminal Intent      | прокурор Бернер              | Albatross |
| 2007       | Век любви                                 | Age of Love                       | играет самого себя / ведущий | TV series (8 episodes) |
| 2008       | Дурнушка                                  | Ugly Betty                        | детектив Авераимо            | Crimes of Fashion |
| 2011       | Защитница                                 | The Protector                     | Чак Уайатт                   | Bangs |
| 2012       | Я ненавижу свою дочь                      | I Hate My Teenage Daughter        | Алехандро Кастилло           | 2 эпизода |
| 2012       | Закон и порядок: Специальный корпус       | Law & Order: Special Victims Unit | Мэтт Мартинес                | Justice Denied |
| 2012—2013  | Американская история ужасов: Психбольница | American Horror Story: Asylum     | Спиви                        | 5 эпизодов |
| 2013       | Новая норма                               | The New Normal                    | Крис                         | Gaydar |
| 2013       | Парни с детьми                            | Guys with Kids                    | Энди                         | The Will |
| 2013—2014  | Альфа-дом                                 | Alpha House                       | Энди Гусман                  | Регулярная роль |
| 2015       | Королевство                               | Kingdom                           | Шон Чапас                    | 5 эпизодов |
| 2016       | Подача                                    | Pitch                             | Оскар Аргуелья               | Регулярная роль; 10 эпизодов |
| 2016       | Королева Юга                              | Queen of the South                | Тео Альджарафе               | Регулярная роль; 7 эпизодов |
| 2016       | Сложные люди                              | Difficult People                  | Джои                         | Italian Piñata |
| 2016       | На ночь глядя                             | Nightcap                          | играет самого себя           | Babymaker |
| 2017—н. в. | Ривердейл                                 | Riverdale                         | Хайром Лодж                  | Регулярная роль; 21 эпизод |
| 2017       | Ночная смена                              | The Night Shift                   | доктор Кейн Диас             | Регулярная роль; 8 эпизодов |